# Chiesa di San Giorgio (Udine)
La chiesa di San Giorgio Maggiore è un luogo di culto cattolico di Udine, sito in via Grazzano.

## Storia
Già nel corso del XIV secolo fu costruita una piccola chiesa dedicata a San Giorgio, presso l'incrocio con via Cisis, per iniziativa della Confraternita dei Boni homines di borgo Grazzano. Nel 1595 venne costituita in parrocchia. In seguito all'aumento della popolazione, il 26 luglio 1760 fu iniziata la costruzione della nuova chiesa, che fu aperta al culto nel 1780 e terminata nel 1831.

## Descrizione

### Interno

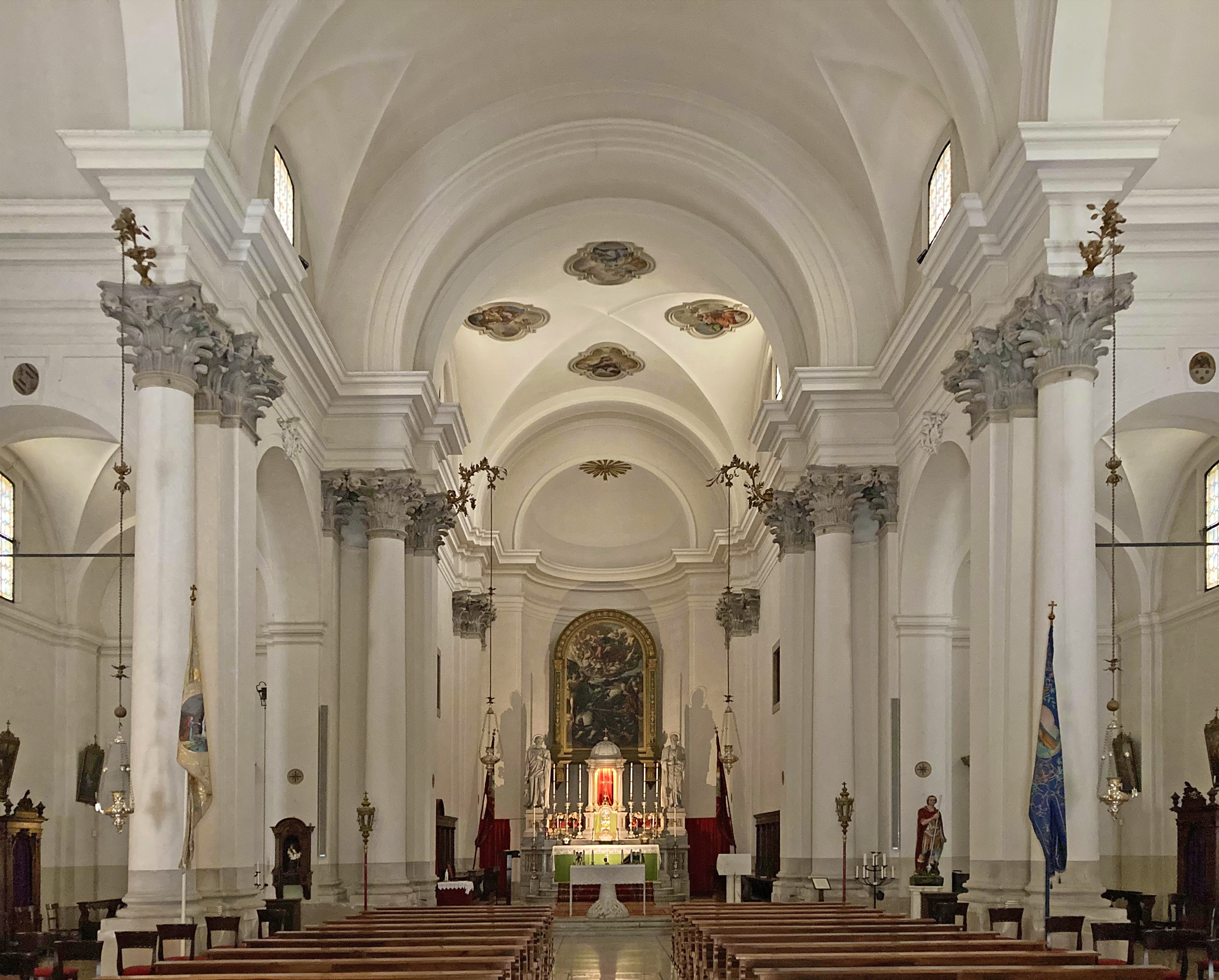
Interno

All'interno è conservata la pala di Sebastiano Florigerio, opera del 1529, che rappresenta Madonna col Bambino e i Santi Giorgio e Giovanni Battista.
Sulla crociera del presbiterio sono presenti i Quattro Evangelisti, lavoro di Leonardo Rigo, mentre i motivi sulle pareti e la Resurrezione sono opera di Giovanni Battista Blasuttig e di suo figlio Argo. Ai lati dell'altar maggiore sono presenti due affreschi con i Santi Pietro e Paolo, opera di A. De Fent del 1940.
Sulla cantoria in controfacciata si trova l'organo a canne Gaetano Callido opus 375, costruito nel 1800 e restaurato nel 1977 da Francesco Zanin. A trasmissione meccanica, dispone di 16 registri su unico manuale e pedale.

### Campanile e campane
Il campanile, costruito in pietra, è staccato dalla chiesa e si affaccia sul vicolo San Giorgio. Il capitello è corinzio. Al suo interno conserva un concerto di 3 campane intonate in Re3, non perfettamente accordate secondo la scala diatonica maggiore. Il concerto originale (rifuso dopo la requisizione bellica, nel 1919) era formato da 4 campane, tutte rifuse eccetto la piccola; la IV campana (Sol#) non è più presente sul campanile e non si hanno notizie al riguardo. La campana maggiore (Re) è stata rifusa nel 2003 dalla fonderia Clocchiatti, la seconda (Mi) è stata rifusa dalla ditta Lucio Broili nel 1960 mentre la piccola (Fa#, unica superstite del concerto originale) venne fusa dalla fonderia Francesco Broili nel 1919.